# Bão Ilsa (2023)
Bão Ilsa (tên tiếng Anh đầy đủ: Severe Tropical Cyclone Ilsa) là một cơn bão nhiệt đới mạnh tấn công vùng Tây Úc vào tháng 4 năm 2023. Đây là cơn bão thứ sáu được đặt tên và là cơn bão nhiệt đới dữ dội thứ năm trong mùa bão khu vực Úc 2022–23, Ilsa hình thành từ một vùng áp thấp ngoài khơi Indonesia vào ngày 6 tháng 4. Cơn bão này có sự dao động về cường độ và trở thành bão nhiệt đới cấp 1 vào ngày 11 tháng 4, sau khi mây đối lưu sâu của bão trở nên đối xứng xung quanh trung tâm hoàn lưu mực thấp. Ilsa sau đó mạnh lên nhanh chóng vào những ngày hôm sau và đạt cường độ cực đại là bão nhiệt đới dữ dội cấp 5 trên thang cường độ bão nhiệt đới của BOM (Cục Khí tượng Australia) được áp dụng tại Australia. BOM ước tính khi bão mạnh nhất tốc độ gió duy trì trong 10 phút là 230 km/h (125 hải lý/h), và áp suất khí quyển trung tâm là 915 hPa. Còn JTWC cho rằng tại thời điểm bão mạnh nhất bão đạt tốc độ gió duy trì trong một phút đạt tới 260 km/h (140 hải lý/h),  tương đương với bão cấp 5 trên thang bão Saffir–Simpson (SSHWS). Ngoài ra, trạm khí tượng tại đảo Bedout quan trắc được tốc độ gió duy trì liên tục trong 10 phút là 219 km/h (118 hải lý/h, tương đương cấp 17 trên thang sức gió Beaufort). Đây là tốc độ gió cao nhất quan trắc được trong lịch sử khí tượng Úc, vượt qua kỉ lục tốc độ gió cũ do bão Geogre (2007) gây ra cũng tại đảo Bedout. Ilsa đổ bộ vào đất liền Úc tại một địa điểm cách thị trấn Port Hedland khoảng 120 km (65 hải lý) về phía đông bắc. Khi di chuyển vào sâu trong đất liền, Ilsa dần dần suy yếu. Nhìn chung, Ilsa đã gây thiệt hại khoảng 4 triệu đô la Úc (AUD) và khiến 8 người thiệt mạng sau khi hai chiếc thuyền bị lật úp tại vùng biển ngoài khơi Tây Úc.

## Lịch sử khí tượng
Vào ngày 6 tháng 4, hình thế thời tiết vùng áp thấp nhiệt đới hình thành trên vùng biển Đông Timor do sự hoạt động mạnh của rãnh gió mùa. JTWC sau đó đã ban hành Cảnh báo hình thành Xoáy thuận nhiệt đới (TCFA) vào ngày hôm sau. Một ngày sau đó nữa, JTWC đã đưa ra khuyến cáo về hình thế này và cho biết hình thế này trở thành một cơn bão nhiệt đới, gọi là Bão nhiệt đới 18S (Tropical Cyclone 18S). Hình thế thời tiết di chuyển chậm về phía Tây Nam trong vài ngày tiếp theo, quá trình mạnh lên ban đầu gặp khó khăn do điều kiện môi trường không thuận lợi. Sau đó khi điều kiện môi trường được cải thiện, hình thế đã phát triển thành bão nhiệt đới cấp 1 trên thang bão Australia và có tên quốc tế được BOM đặt là Ilsa vào ngày 11 tháng 4, vùng gió mạnh lúc này đã bao bọc một nửa xung quanh tâm. Vào chiều ngày 12 tháng 4 theo giờ quốc tế (hoặc tối ngày 12 tháng 4 theo giờ địa phương), nó mạnh lên thành bão nhiệt đới dữ dội cấp 3 trên thang bão Australia đồng thời JTWC cho biết Ilsa mạnh lên bão cấp 2 trên thang bão Saffir–Simpson.
Sáng ngày hôm sau, BOM đánh giá cơn bão có tốc độ gió mạnh duy trì 10 phút là 165 km/h (90 hải lý/h), tương đương với cơn bão nhiệt đới dữ dội cấp 4 theo thang bão Australia.  Cũng trong cùng buổi sáng ngày hôm đó, JTWC cũng đánh giá Ilsa đã đạt được cường độ tương đương với một cơn bão nhiệt đới cấp 4 trên thang bão Saffir–Simpson. JTWC cho rằng bão đã đạt cường độ cực đại vào chiều tối ngày 13 tháng 4 theo giờ địa phương, sức gió duy trì trong 1 phút tại thời điểm này là 260 km/h (140 hải lý/h), tương đương với bão cấp 5 trên thang bão Saffir–Simpson. BOM đánh giá cơn bão đạt cực đại vào tối ngày 13 tháng 4, tại thời điểm này BOM ước tính sức gió duy trì trong 10 phút là 230 km/h (125 hải lý/h), sức gió giật 325 km/h (175 hải lý/h), tương đương cơn bão cấp 5 trên thang đo bão Australia, áp suất khí quyển trung tâm là 915 hPa.

Cơn bão đổ bộ vào địa điểm cách thị trấn Port Hedland khoảng 120 km (65 hải lý) về phía Đông Bắc lúc 0 giờ rạng sáng ngày 14 tháng 4, BOM ước tính tốc độ gió duy trì khi đổ bộ là 230 km/h (125 hải lý/h), nghĩa là bão giữ nguyên cường độ cực đại cho đến khi vào đất liền. Sau đó, JTWC đã đưa ra bản tin cảnh báo cuối cùng do cơn bão đã di chuyển vào đất liền và bắt đầu suy yếu nhanh chóng do tương tác với đất liền và gió đứt theo chiều thẳng đứng cao. Sáng ngày 14 tháng 4 khi chuẩn bị tiếp cận Telfer (nằm sâu trong vùng Tây Bắc Australia), Ilsa đã suy yếu thành bão nhiệt đới dữ dội cấp 3 với sức gió duy trì 120 km/h (65 hải lý/h).  Cơn bão tiếp tục suy yếu với dấu hiệu đám mây ngày càng trở nên xấu đi. Bão chuyển hướng dần sang hướng Đông trong 2 ngày cuối cùng tồn tại, BOM cho rằng vào buổi tối ngày 14 tháng 4, bão suy yếu thành vùng áp thấp nhiệt đới, mặc dù sức gió duy trì vẫn ở mức cấp bão là 65 km/h (35 hải lý/h), với lí do được chỉ ra là do gió mạnh không bao bọc quá một nửa xung quanh tâm. Bão tan hoàn toàn vào sáng ngày 15.

## Ảnh hưởng tại Australia

Bão Ilsa đổ bộ vào phía đông Port Hedland, phía Tây Bắc Australia, vào đêm ngày 13 rạng sáng 14 tháng 4 năm 2023. Thời điểm đổ bộ là lúc 0 giờ ngày 14 với sức gió duy trì khi đổ bộ ước tính là 230 km/h.

### Tác động gió mạnh và mưa
Về gió do bão gây ra, nơi ghi nhận gió mạnh nhất là tại đảo Bedout, nằm trên vùng biển phía Tây Bắc Úc. Trạm khí tượng tại đảo Bedout quan trắc được sức gió duy trì trong 10 phút là 118 hải lý/h (219 km/h), gió giật 156 hải lý/h (289 km/h), tốc độ gió này tương đương với cấp 17 giật trên cấp 17 trên thang sức gió Beaufort, máy đo gió bị hỏng sau khi đo được gió mạnh nhất. Đây là kỉ lục về tốc độ gió duy trì quan trắc được trong lịch sử khí tượng Australia, vượt qua kỉ lục cũ năm 2007 về tốc độ gió duy trì là 194 km/h cũng được ghi nhận tại hòn đảo Bedout do bão Geogre gây ra. Ngoài ra, tại bãi cạn Rowley cũng tại vùng biển Tây Bắc Úc một trạm khí tượng quan trắc được sức gió duy trì 83 hải lý/h (154 km/h, tương đương cấp 14), sức gió được đo ở độ cao 6 m (thấp hơp so với độ cao chuẩn là 10 m). Khi bão đổ bộ vào đất liền, trạm khí tượng tại trạm chăn nuôi gia súc Pardoo không thuộc sở hữu của BOM với độ cao trạm là 3 m (thấp hơn so với độ cao chuẩn là 10 m) đo được tốc độ gió duy trì là 111,6 hải lý/h (207 km/h), tương đương cấp 17, thiết bị ngừng gửi dữ liệu sau khoảng hơn 15 phút đo được gió mạnh nhất.
Về lượng mưa, theo báo cáo của Cục Khí tượng Australia, lượng mưa cao nhất ghi nhận được là 195 mm tại Bamboo Creek.

### Thiệt hại về người và tài sản
Pardoo Roadhouse nằm ở phía Đông Bắc Port Hedland và gần địa điểm đổ bộ chịu thiệt hại tài sản với tổng giá trị là 4 triệu AUD. Năm nhà kho đã bị cơn bão thổi bay hoàn toàn tại Pardoo Roadhouse và sau bão các quan chức phụ trách tình hình khẩn cấp đã không thể xác định được vị trí của chúng. Quyền bộ trưởng dịch vụ khẩn cấp Sue Ellery gọi thiệt hại do bão ngoài Pardoo là "tương đối nhỏ".
Hai chiếc thuyền chở 19 người đánh cá trái phép ngoài khơi bờ biển Tây Australia đã bị cuốn vào bên trong cơn bão. Một trong 2 chiếc thuyền được tìm thấy bị đắm trên đảo Bedwell là 1 phần của bãi cạn Rowley, trong khi chiếc thuyền còn lại bị chìm. Có 11 người trên tàu đắm đã được cứu sống, còn một người sống sót được tìm thấy trên tàu bị chìm, 8 ngư dân còn lại đã thiệt mạng.

## Khai tử tên bão
Do thiệt hại liên quan đến cơn bão, cái tên Ilsa đã bị xóa khỏi danh sách tên bão của khu vực Úc và sẽ không bao giờ được sử dụng lại để đặt tên cho bão nhiệt đới ở khu vực vực đó. Tên mới thay thế là Isabella sẽ được sử dụng để đặt tên cho bão nhiệt đới ở các mùa bão sau đó.